# Dolomedes schauinslandi
Dolomedes schauinslandi är en spindelart som beskrevs av Simon 1899. Dolomedes schauinslandi ingår i släktet Dolomedes och familjen vårdnätsspindlar.
Artens utbredningsområde är Chathamöarna. Inga underarter finns listade i Catalogue of Life.